# Метод Бааде — Весселинка
Метод Бааде — Весселинка — способ определения расстояния до цефеиды, предложенный в 1926 году Вальтером Бааде и затем разработанный Адрианом Весселинком в 1946 году. В первоначальном варианте метода цвет звезды в различные моменты на протяжении периода пульсации используется для определения поверхностной яркости звезды. Затем по известной видимой звёздной величине и поверхностной яркости можно оценить видимый угловой диаметр цефеиды. Также проводятся измерения лучевой скорости звезды методами доплеровской спектроскопии. Это позволяет определить скорость, с которой передняя часть звезды движется приближается к нам или удаляется от нас в течение цикла пульсации. Поскольку разница между этой величиной и средней скоростью является производной от радиуса звезды, то таким образом можно оценить изменение радиуса цефеиды. При сопоставлении с угловым диаметром можно определить расстояние до цефеиды. В настоящее время становится возможным измерение углового диаметра пульсирующей звезды с помощью оптических интерферометров, что позволяет более точно определить диаметр звезды. Такой новый метод также называют геометрическим методом Бааде — Весселинка. Метод Бааде — Весселинка применяется также для проверки расстояний до цефеид, полученных другими методами, как, например, оценка расстояний до цефеид в рассеянных скоплениях, а также для независимого определения зависимости период — светимость как в Млечном Пути, так и в Магеллановых Облаках.
Фуке и Гирен в 1997 году представили вариацию метода Бааде — Весселинка в инфракрасной области спектра. Метод использовал показатель цвета V−K для оценки поверхностной яркости цефеид, затем угловой диаметр определялся для каждой фазы пульсации, что позволяло нарисовать кривую зависимости углового диаметра от фазы пульсации. В оригинальном варианте калибровки соотношения между показателем цвета и поверхностной яркостью использовались интерферометрические данные о угловых диаметрах непульсирующих гигантов и сверхгигантов с такими же цветами, как у цефеид.
Похожим методом является метод расширяющейся фотосферы, который можно использовать для определения расстояния до сверхновых II типа